# Strumigenys doriae
Strumigenys doriae är en myrart som beskrevs av Carlo Emery 1887. Strumigenys doriae ingår i släktet Strumigenys och familjen myror. Inga underarter finns listade i Catalogue of Life.